# Passo do Verde (distrito)
Passo do Verde é um distrito do município de Santa Maria. Localiza-se no sul da cidade. A sede do distrito dista em 23 km do marco zero do município, as margens da BR-392 e costeando o rio Vacacaí, na divisa com o município de São Sepé.

## História
O distrito foi criado no dia 19 de abril de 1994 pela lei municipal nº 3770/94 com área subtraída do distrito de Santa Flora.

## Geografia
O distrito apresenta dois tipos de vegetações típicas, que são as florestas subcaducifólicas e os campos, as quais ocupam a maior parte do distrito, caracterizado por espécies rasteiras, tipos pradarias com predomínio de gramíneas, às vezes associadas a capões e matas galerias.